# Турневіль-сюр-Мер
Турневіль-сюр-Мер (фр. Tourneville-sur-Mer) — муніципалітет у Франції, у регіоні Нижня Нормандія, департамент Манш. Турневіль-сюр-Мер утворено 1-1-2023 шляхом злиття муніципалітетів Анновіль i Ленгревіль. Адміністративним центром муніципалітету є Ленгревіль. Населення — 1663 особи (01.01.2021).